# AFAS體育場
AFAS體育場是荷蘭阿爾克馬爾市的足球場，在A9高速公路旁，是荷蘭足球甲級聯賽AZ阿爾克馬爾隊的主場。
體育場在2006年8月4日，在大約一年半的建造後開放。容量爲17023個座位。總造價爲3800万歐元。設計于Zwarts & Jansma architecten建築事務所，該所已經在荷蘭設計過多個新體育場。體育場的草皮由捲鋪和人造草皮混合而成。
體育場落成後的首場比賽是對阿森納的友誼賽，阿爾克馬爾0:3落敗。
有計劃加建觀眾席至3万個座位。